# Городники (Більський повіт)
Городники (Оґродники, пол. Ogrodniki) — село в Польщі, у гміні Більськ-Підляський Більського повіту Підляського воєводства. Населення — 83 особи (2011).

## Історія
Вперше згадується 1576 року.
У 1975—1998 роках село належало до Білостоцького воєводства.

## Демографія
Демографічна структура станом на 31 березня 2011 року:
|          | Загалом | Допрацездатний вік | Працездатний вік | Постпрацездатний вік |
| -------- | ------- | ------------------ | ---------------- | -------------------- |
| Чоловіки | 45      | 0                  | 23               | 22                   |
| Жінки    | 38      | 4                  | 12               | 22                   |
| Разом    | 83      | 4                  | 35               | 44                   |